# Cynomops mexicanus
Cynomops mexicanus is een zoogdier uit de familie van de bulvleermuizen (Molossidae). De wetenschappelijke naam van de soort werd voor het eerst geldig gepubliceerd door Jones & Genoways in 1967.